# Bajo Agurto
Die Bajo Agurto ist eine Untiefe in der Gruppe der Duroch-Inseln vor der Nordwestküste der Trinity-Halbinsel im Norden des Grahamlands auf der Antarktische Halbinsel. Sie liegt 0,55 km nördlich des nordöstlichen Ausläufers des Kap Legoupil um den Agurto Rock, den Silvia Rock und den Rosa Rock.
Teilnehmer der 2. Chilenischen Antarktisexpedition (1947–1948) benannten sie nach einem Bootsmann namens Agurto, der an dieser Forschungsreise beteiligt war.